# قمری بال‌سفید
قمری بال‌سفید (نام علمی: Zenaida asiatica) نام یک گونه از خانواده کبوتران است.